# 耳叶南芥
耳叶南芥（学名：Arabis auriculata）为十字花科南芥属下的一个种。

## 扩展阅读
- 維基物種上的相關：耳叶南芥